# Segura de León
Pour les articles homonymes, voir Segura (homonymie).
Segura de León est une commune d’Espagne, dans la province de Badajoz, communauté autonome d'Estrémadure.